# Episodi di Shameless (serie televisiva 2011) (seconda stagione)
La seconda stagione della serie televisiva Shameless è stata trasmessa in prima visione assoluta negli Stati Uniti dal canale via cavo Showtime dall'8 gennaio al 1º aprile 2012.
In Italia la stagione è stata trasmessa in prima visione pay dal canale Mya, della piattaforma Mediaset Premium, dal 20 luglio al 24 agosto 2012; in chiaro è stata trasmessa da La5 dal 19 agosto al 3 novembre 2013.
| nº | Titolo originale                      | Titolo italiano              | Prima TV USA     | Prima TV Italia |
| -- | ------------------------------------- | ---------------------------- | ---------------- | --------------- |
| 1  | Summertime                            | Estate                       | 8 gennaio 2012   | 20 luglio 2012  |
| 2  | Summer Loving                         | Amori estivi                 | 15 gennaio 2012  | 20 luglio 2012  |
| 3  | I'll Light a Candle for You Every Day | Accenderò una candela per te | 23 gennaio 2012  | 27 luglio 2012  |
| 4  | A Beautiful Mess                      | Un bel caos                  | 29 gennaio 2012  | 27 luglio 2012  |
| 5  | Father's Day                          | La festa del papà            | 5 febbraio 2012  | 3 agosto 2012   |
| 6  | Can I Have a Mother                   | Posso avere una mamma?       | 12 febbraio 2012 | 3 agosto 2012   |
| 7  | A Bottle of Jean Nate                 | Un profumo per la nonna      | 19 febbraio 2012 | 10 agosto 2012  |
| 8  | Parenthood                            | Genitori                     | 4 marzo 2012     | 10 agosto 2012  |
| 9  | Hurricane Monica                      | L'uragano Monica             | 11 marzo 2012    | 17 agosto 2012  |
| 10 | A Great Cause                         | L'occasione di una vita      | 18 marzo 2012    | 17 agosto 2012  |
| 11 | Just Like the Pilgrims Intended       | Come i padri pellegrini      | 25 marzo 2012    | 24 agosto 2012  |
| 12 | Fiona Interrupted                     | Fiona interrotta             | 1º aprile 2012   | 24 agosto 2012  |

## Estate
- Titolo originale: Summertime
- Diretto da: Mark Mylod
- Scritto da: John Wells

### Trama
Frank teme che Sheila, ora che è guarita dall'agorafobia, scopra che pessima persona è in realtà e lo cacci di casa, ed egli stesso, ora che è venuto meno il sussidio del marito disperso, medita di andarsene. Intanto perde una scommessa con un corpulento nero ed è costretto a lasciare il piccolo Liam come ostaggio finché non troverà diecimila dollari per onorarla. Lip, che è ancora preso da Karen, organizza combattimenti clandestini a scopo di lucro e lui stesso viene pestato. Fiona sembra aver dimenticato Steve e lavora per l'estate in una discoteca con Veronica; complice la nuova amica Jasmine, che adesca nel locale ricchi uomini maturi, conosce un giovane broker rampante con cui vive un'avventura. Kev, che nella bella stagione è solito vendere con un vecchio furgone canne e birra nei parchi con Lip, seguendo il metodo di concimazione degli ortaggi usato dalla figlia adottiva Ethel, si ritrova con una vera e propria piantagione di erba cresciuta nello scantinato. Temendo guai con la giustizia, Veronica gli intima di liberarsi al più presto di tutta quella che non potrà vendere e il giovanotto arruola l'intera famiglia Gallagher nella gigantesca opera di "potatura". Nel frattempo Kash non riesce più a vivere nella menzogna di un falso matrimonio e comunica a Ian l'intenzione di scappare, abbandonando Linda e i bambini. Lip fa la conoscenza di Jody, che frequenta con Karen i sessuomani anonimi, e intanto scopre che Ian è seriamente intenzionato a entrare in Accademia: dopo un'iniziale forte perplessità, si offre di aiutarlo con i test. Frank si danna l'anima per recuperare del contante e riprendere Liam, ma ben presto Fiona e gli altri scoprono il fattaccio. Furibondi si recano dal clan dei neri, consegnano tutti i soldi di cui sono in possesso e si riprendono il piccolo. Con qualche pianta di marijuana saldano il resto del debito. Kev riesce a sottrarre qualche ramo di cannabis alla furia distruttrice di Veronica e, nel farne un falò in una piazzetta, regala qualche momento di sballo gratuito alla gente del quartiere.

## Amori estivi
- Titolo originale: Summer Loving
- Diretto da: John Wells
- Scritto da: Mike O'Malley

### Trama
Frank, sempre più preoccupato di essere messo alla porta da Sheila, viene a sapere che una donna del quartiere, che tutti chiamano "tranne-la-faccia" a causa della (presunta) avvenenza fisica eccetto per il volto, ha pochi mesi di vita per un cuore malandato e una pensione futura da riscuotere. Mostrando ogni premura possibile e prestandosi come schiavetto per qualunque sua necessità, riesce pian piano a conquistarsi la fiducia della donna e a stabilirsi da lei, arrivando a tentare di insidiarla sessualmente per testare la tenuta del suo cuore. Mandy e Ian accolgono Mickey che esce di prigione; i due ragazzi riprendono i loro amplessi e Ian propone a Mickey di lavorare al market al posto del fuggiasco Kash. Debbie, stanca di condividere la stanza con Liam, lo trascina di peso in camera dei fratelli, imitata da Carl che, volendo anch'egli più privacy, viene sistemato da Fiona fuori a dormire nel furgoncino. Lip amoreggia tutte le sere con Karen, dopo che questa viene riaccompagnata da Jody, con cui non può avere un rapporto sessuale poiché i due, tramite un rapporto "sano" non basato sull'attrazione fisica, stanno cercando di guarire dalle rispettive ossessioni erotiche. Frank intanto, all'insaputa della famiglia, affitta la sua camera a una cinese in procinto di partorire; Fiona fa buon viso a cattivo gioco, d'ora in poi riscuoterà lei la cifra pattuita e coopta a forza la donna nei lavori domestici, promettendole in cambio il silenzio sulla sua clandestinità. Veronica porta gli anziani del Centro alla consueta noiosa gita estiva ma, supplicata dai vecchietti che vogliono divertirsi davvero, li lascia liberi nel parco, dove l'immancabile compagno Kev farà affari d'oro. Debbie, sopraggiunta alla casa di riposo per portare ai nonnini i disegni dei bimbi che accudisce, impara cos'è la morte allorché uno dei vegliardi passa a miglior vita e viene consolata dalla rediviva falsa zia Ginger. Fiona rifiuta di diventare come l'amica Jasmine e non accetta la corte di Richard, un ricco uomo di mezz'età probabilmente sposato. Lip spia Karen e Jody che si baciano e, temendo che la ragazza possa innamorarsene, corre a casa sconvolto.

## Accenderò una candela per te
- Titolo originale: I'll Light a Candle for You Every Day
- Diretto da: Craig Zisk
- Scritto da: Nancy Pimental

### Trama
Lip, che vuole aiutare Ian a entrare a Westpoint, incontra un pezzo grosso della Marina che gli promette di agevolare il sogno del fratello in cambio dello sviluppo di un progetto con cui il governo spia dati di carte di credito. Frank riesce a convincere la moribonda "tranne-la-faccia" a sposarlo, offrendole un anello rubato a Jody, che vuole sposare con Karen, e promettendole di tenere viva la sua memoria dopo la dipartita. Debbie è sempre più tormentata dal pensiero della morte. Kev vuole comprare l'Alibi ma Veronica, che non si fida delle qualità di manager del marito, lo convince dopo varie discussioni a rimandare il progetto. Fiona accetta un caffè con Craig, un compagno di liceo da cui era attratta, ma nonostante l'evidente alchimia tra i due, la ragazza è frenata dal fatto che lui abbia già una famiglia. Tornando a casa, trova sul bus una borsa griffata contenente oltre 500 $, con cui offre alla famiglia un buffet e altri generi di necessità. Karen, che si sta innamorando di Jody, comunica a Lip che non farà più sesso con lui. Frank intercetta una chiamata dal centro trapianti che avvisa che c'è un cuore disponibile per la futura consorte ma, sapendo che questo significherebbe niente nozze e niente pensione per lui dopo la morte della donna, risponde che è già deceduta. Fiona, che intanto rifiuta le continue avances telefoniche di Craig, decide di restituire almeno la borsa, sperando in una ricompensa, ma viene colta dai sensi di colpa scoprendo che appartiene a una madre nella sua stessa condizione economica e decide di rimborsarla. Ma la donna ha compreso che la ladra è Fiona stessa e la caccia via in malo modo, rifiutando di essere risarcita. Così Fiona, per tirarsi su dopo il fattaccio, cede alla corte di Craig, che però non si rivela all'altezza delle aspettative e offre una performance scadente. Sconcertata e delusa da sé stessa per aver infranto il suo dogma "mai con uomini sposati", la ragazza inizia a sentire la mancanza di Steve, a cui telefona per un breve saluto, ignara che il ragazzo mentre le parla si sta godendo su un balcone vista oceano un po' di sano sesso orale. "Tranne-la-faccia" viene a sapere del cuore ormai sfumato e, nonostante non sospetti di Frank, non è più disposta a sposarlo: pur sapendo di essere presa in giro da lui, ha fatto buon viso a cattivo gioco, sfruttando i suoi servili servigi, ma ora che ha perso ogni speranza di sopravvivere, vuole solo che l'uomo faccia sesso con lei e conduca il suo debole cuore verso una dolce morte. Frank non si fa pregare troppo, "soddisfa" la donna che muore e se ne va con televisore e 2000 $, come pattuito. Giunto sconvolto all'Alibi, restituisce l'anello a Jody, la cui proposta di nozze è accettata da Karen.

## Un bel caos
- Titolo originale: A Beautiful Mess
- Diretto da: Mark Mylod
- Scritto da: Alex Borstein

### Trama
Fiona viene stanata fino a casa dalla moglie di Craig, Lucy, decisa a punirla per aver sedotto il marito che le ha confessato tutto, ma la ragazza riesce a scappare. Frank si è ristabilito a casa di Sheila, che è ormai guarita dall'agorafobia, ogni giorno fa passeggiate sempre più lunghe e presto potrebbe raggiungere l'Alibi, scoprendo le nefandezze del Gallagher, tra cui l'amplesso con la figlia Karen. L'uomo cerca perciò di rialimentare la sua paura degli spazi aperti, prima sparando colpi in aria davanti all'abitazione con una pistola rubata, poi pagando un uomo già mutilato affinché si finga ferito in uno scontro a fuoco appena avvenuto, ma Sheila è indifferente agli avvenimenti, salvo poi avere una ricaduta a causa del motore di un aereo che le cade davanti agli occhi, proprio nel momento in cui si stava incamminando verso l'Alibi, con sommo piacere di Frank. Ethel si prende una cotta per il coetaneo Malik, anch'egli già padre. Lip, ancor più invaghito di Karen ora che sta per sposarsi con Jody, cerca in ogni modo di trovare qualche magagna nel passato dell'uomo per screditarlo, ma scopre che è immacolato. Fiona nota che Debbie, che cura l'asilo di bimbi in casa Gallagher, non ha amici della sua età e la incoraggia a dare un pigiama party. Tra gli invitati c'è la provocante Holly, una compagna di classe quattordicenne ancora in quarta elementare, che mira a entrare in intimità con Lip. Il giovane, però, per ragioni anagrafiche è ben più interessato a Mandy, amica del cuore di Ian, e, dopo aver copulato con lei, ha l'idea di mandarla a testare la fedeltà di Jody, rimasto solo a casa. Holly intanto si infila nel letto di Lip, che attendeva il ritorno di Mandy, ma viene respinta dal ragazzo e, offesa, se ne va sbraitando, guastando il clima della festa e provocando un fuggi-fuggi generale, per la disperazione di Debbie che si era infatuata di un amichetto di Carl, Little Hank. Lip la rincuora promettendole una serata al cinema con Holly e Little Hank dove potrà rifarsi. Lucy non demorde e si presenta ancora da Fiona, ma a sorpresa è presente anche il marito che supplica in ginocchio entrambe le ragazze di perdonarlo. Fiona si chiude in bagno dove ha una crisi di pianto. Karen apprende il meschino piano di Lip ai danni di Jody, che non ha ceduto alle avances di Mandy, e furiosa si presenta dai Gallagher per aggredirlo, rivelandogli inoltre di essere incinta.

## La festa del papà
- Titolo originale: Father's Day
- Diretto da: Etan Frankel
- Scritto da: Alex Borstein

### Trama
Il cadavere del suicida Eddie, marito di Sheila, riaffiora sul fondo del lago Michigan. La donna nel mentre si è richiusa in casa terrorizzata dopo che pezzi di un aereo precipitato sono caduti nel suo giardino. Malik ed Ethel sono sempre più vicini, ma il ragazzo, fraintendendo una richiesta di lei che voleva aiuto per il vecchio (pedofilo) marito Clyde, lo fa pugnalare in carcere dal padre. Carl affitta la stanza di Frank a una prostituta. Veronica crede che Kev la tradisca, ma in realtà scopre che il marito sta prendendo lezioni da una maestra per imparare a scrivere meglio e dedicarle un pensierino per il loro anniversario. Debbie vuole farsi notare da Little Hank e passa a un look più provocante con l'aiuto di Mandy. Fiona va a un matrimonio dell'alta società con Richard, dove mente sulla sua estrazione sociale; smascherata, scopre che l'uomo sapeva delle sue umili origini ma, nonostante il tentato inganno ai suoi danni, il businessman invita la ragazza per un secondo appuntamento. Lip chiede a Karen di fare un test di paternità, ma si sente rispondere che, chiunque sia il padre naturale, sarà il neosposo Jody a fare da genitore al nascituro. Furibondo il giovane deve anche gestire il malcontento di Ian, geloso perché il fratello, dopo l'ottimo lavoro nel progetto spia di carte di credito, è stato invitato a Westpoint al suo posto. La polizia, che teme Frank sia implicato nella morte di Eddie, inizia a indagare sulle sue attività e scopre il video del suo amplesso con Karen che, se configurato come abuso su minore, gli prenoterebbe 30 anni di galera. Frank viene però scagionato dalla stessa Karen, che si addossa la colpa della vicenda per ringraziare l'uomo, convinta che abbia tolto di mezzo l'odiato padre Eddie. Riuniti a un barbecue, promosso per la liberazione di una donna che sta scontando l'ergastolo per aver ucciso il padre violento dei suoi figli, Lip vive un momento difficile dopo la rottura con Karen, non degna di uno sguardo Holly e si fa pestare apposta da un energumeno, mentre Debbie comincia a entrare nelle grazie di Little Hank. Steve a sorpresa torna in città e Karen, come ultimo gesto di disprezzo verso il padre, urina sulla sua tomba.

## Posso avere una mamma?
- Titolo originale: Can I Have a Mother
- Diretto da: John Dahl
- Scritto da: William H. Macy & Steven Schaffer

### Trama
Nonna Gallagher, che sta scontando l'ergastolo per spaccio ed esplosione di un laboratorio di metanfetamine, riesce a evadere fingendo una malattia e si reca col figlio Frank a trovare un chirurgo plastico, suo vecchio complice, che le deve 200 000 $. Il medico tergiversa ma Frank, anticipando l'ultimatum imposto della madre, minacciandolo si fa consegnare 75 000 $ che porta alla donna, trattenendone venticinquemila per sé. Ma se Frank è un demone, nonna Gallagher è il diavolo in persona e non esita a piantare un cacciavite nella gamba del figlio per riavere i soldi mancanti. Fiona accetta l'invito di Steve per un pranzo a quattro, dove scopre che il ragazzo è sposato contro la sua volontà con un'avvenente ragazza brasiliana, figlia di un boss, per farle avere la cittadinanza, ma la passione fra i due è rimasta immutata. Dopo la morte del marito Clyde, le sorelle della congregazione fanno pressioni su Ethel affinché torni a casa. La ragazza fugge verso una nuova vita con Malik e i rispettivi figli, finanziandosi con la vendita dell'ultima pianta di marijuana rimasta a Kev. Intanto tutto il vicinato si ritrova a casa Jackson per il rinfresco nuziale di Karen e Jody e Sheila, sotto l'effetto di un cocktail di farmaci e alcol, prima umilia la figlia "decantandone" le promiscue abitudini sessuali, poi ha un violento alterco con nonna Gallagher, con cui non corre buon sangue e che non era stata invitata. Per tutta risposta l'anziana le spara, ma manda in frantumi l'allarme antincendio. C'è anche Lip che, ubriaco, invita Karen ad abortire qualora il figlio fosse suo, suscitando l'indignazione della ragazza. Frank perde la testa quando scopre che Eddie ha lasciato i soldi della polizza a Karen e non a Sheila e, urlando a Jody che non merita quella fortuna, scopre le sue carte rivelando di aver convissuto con la donna agorafobica per mero interesse, venendo così cacciato. Tornato a casa, deve subire le angherie della madre che si piazzerà in camera sua e da ora riscuoterà, come falsa zia Ginger, la pensione che intascava il figlio. L'uomo viene "consolato" da Fiona, soddisfatta che il padre provi ciò che ha subito lei per vent'anni. La ragazza scopre, grazie a Debbie, la doppia vita di Jimmy/Steve, che appartiene in realtà a una famiglia abbiente.

## Un profumo per la nonna
- Titolo originale: A Bottle of Jean Nate
- Diretto da: Nancy M. Pimental
- Scritto da: David Nutter

### Trama
Mentre l'autunno è ormai alle porte, Jasmine invita Fiona a una festa sullo yacht del suo ignaro ricco amante. Frank continua a fare lo schiavetto della madre, meditando come liberarsene, mentre Steve irrompe dai Gallagher cercando di spiegare la sua doppia vita a Fiona. Kev, che deve sopportare le bizze dell'anziano padrone dell'Alibi, Stan, non ha ancora superato la partenza di Ethel e così decide con Veronica di "rimpiazzarla" con una coniglietta. Tra Ian e Lip i rapporti sono sempre tesi ma, dopo una rissa purificatrice incoraggiata da nonna Gallagher, i due fratelli si riappacificano. La stessa nonna Peg coinvolge l'annoiato nipotino Carl nell'acquisto di sostanze e nell'allestimento di un laboratorio clandestino nello scantinato per produrre anfetamine. Intanto Karen è stufa della stupidità di Jody e lo sbatte fuori casa, non prima di avergli fatto firmare a tradimento un accordo post-matrimoniale, su consiglio di Lip. Veronica e Fiona decidono di andare alla festa in barca, ma lì trovano anche Steve e la moglie Estefania; il giovane cerca l'ennesimo chiarimento con Fiona, ma i due vengono interrotti da Estefania ubriaca; Jasmine, da sempre attratta da Fiona, per consolarla le dà un lungo bacio appassionato alla francese e Veronica lascia il party dopo un litigio con Kev, che pretende di partire per cercare Ethel. L'indomani i Gallagher vengono svegliati da un boato: è esploso il laboratorio di nonna Peg. Fiona pertanto si convince che Peg deve andarsene e, giunta all'Alibi, cospira con Frank per farla portare via dal Centro d'igiene mentale, ma tornati a casa scoprono che alla donna resta poco tempo da vivere a causa di un cancro al pancreas. Veronica perde la coniglietta e scoppia in lacrime, convinta di non saper badare a nessuno, ma grazie a Kev la ritrova in giardino e i due progettano un figlio tutto loro. Jasmine, messa alla porta dal marito che è venuto a conoscenza delle sue tresche, chiede ospitalità a Fiona, che a sorpresa gliela nega. Mentre Jasmine si allontana furibonda, Steve si ripresenta dicendole di amarla ancora. Stan, a sua insaputa, viene portato da Veronica nell'ospizio in cui lei lavora.

## Genitori
- Titolo originale: Parenthood
- Diretto da: Daisy von Scherler Mayer
- Scritto da: Mike O'Malley

### Trama
Frank, dopo aver scoperto del cancro della madre, confida a Sheila di aver sempre aspettato il giorno in cui questa se ne andasse e lo lasciasse finalmente libero. Intanto ricomincia la scuola e Lip che non vuole più andarci viene convinto da Fiona a riprendere gli studi, allora accetta a patto che anche la sorella prenda il diploma; al momento dell'iscrizione a Lip vengono dati (grazie a un consulente scolastico) le materie più toste, mentre a Fiona viene consigliato di fare il test GED; intanto Steve/Jimmy decide di diventare il coach di football della squadra scolastica di Carl. Frank scopre al negozio di alimentari il figlio Ian e Mickey nel bel mezzo di un amplesso e questi, per non correre il rischio che il padre possa raccontare quello che ha visto in giro, decide di ucciderlo con l'aiuto dei fratelli, ma l'impresa non è semplice anche perché Ian avverte Frank de rischio. Karen decide di far adottare il bimbo in arrivo e con Lip va in giro per i vari istituti d'affido. Si decide, grazie a un avvocato specializzato, a scegliere una delle famiglie ricche e sterili che le sono proposte. Jody riesce a recuperare delle medicine per nonna Gallagher che sta sempre peggio, ma Frank il mattino dopo gliele ruba. Così Peg spedisce i soldi che aveva da parte a tutti i suoi figli, tranne a Frank. Dopo ciò tenta il suicidio, ma non riuscendoci viene riportata a casa sotto la vigilanza di Sheila che nel frattempo inizia un buon rapporto con la vecchia Peg. Mickey individua finalmente Frank ma invece di ucciderlo, colto da ripensamenti, decide di aggredire un poliziotto in modo da infrangere la condizionale e tornare in prigione. Lip intanto si fa cacciare dalla scuola dopo aver distrutto un vetro con una sedia ed è sempre più deciso a non proseguire gli studi. Fiona lo mette alle strette e gli intima di riprendere gli studi o di andarsene di casa: Lip sorprendentemente fa i bagagli ed esce di scena. Nel frattempo nonna Gallagher chiede a Sheila di aiutarla a morire e lei, con l'aiuto di un cuscino, soffoca l'anziana per la felicità di Frank, che alla fine dell'episodio corre dall'ex moglie Monica a farsi consolare per la perdita della madre.

## L'uragano Monica
- Titolo originale: Hurricane Monica
- Diretto da: Alex Graves
- Scritto da: Alex Borstein

### Trama
Sull'onda del dolore per la perdita della madre, Frank chiede a Monica di tornare a casa con lui e lei accetta lasciando la sua compagna Bob. Monica si fa in quattro per farsi benvolere dai figli che invece, viste tutte le volte in cui sono stati abbandonati, non si fidano di lei. Frank si introduce più volte in casa di Sheila (di nascosto) per cercare i soldi della madre defunta, dato che è convinto li abbia nascosti lì. Sheila e Jody sentono strani rumori in casa (generati dalle intrusioni di Frank) e si convincono che lo spirito di Eddie aleggi ancora nella casa. Per questo motivo la donna chiama un prete che la possa aiutare a "purificarsi" dalle cattive azioni compiute. Lip intanto chiede ospitalità a Kev e Veronica dopo essere stato mandato via da casa di Karen, dato che la ragazza gli avrebbe fatto pagare l'affitto. Veronica non accetta perché altrimenti l'amica Fiona se la prenderebbe. Alla fine Lip trova asilo nella stanza d'albergo in cui vivono Steve ed Estefania in cambio di un misterioso favore, ma scopre che la giovane brasiliana ha un focoso rapporto telefonico con un altro uomo all'insaputa di Steve.
Monica viene a conoscenza dell'omosessualità di Ian e lo porta in un locale per gay. 
Successivamente il padre di Mandy arriva a casa Gallagher e inizia a picchiare Ian credendo che abbia messo incinta la figlia.

## L'occasione di una vita
- Titolo originale: A Great Cause
- Diretto da: Mimi Leder
- Scritto da: Etan Frankel

### Trama
Fiona inizia a pianificare il suo futuro: prende lezioni per affrontare il test GED, progetta di studiare a un'università vicina propostale dal maestro del corso e di stabilizzarsi lavorativamente nel club nel quale ha lavorato durante l'estate. Non appena stabilitasi a casa Gallagher, Monica trova e ruba con Frank lo "Squirrel Fund" (il fondo cassa per le spese domestiche), usandolo per comprare droga, una macchina, giocattoli e attrezzi per la casa. Fiona nutre forti dubbi sulla presenza della madre, ma Jimmy le dice di godersi quei momenti. Lip e Ian intanto vengono a sapere l'identità del padre del bambino di Mandy, che è lo stesso padre della ragazza, e decidono perciò di organizzare una raccolta fondi per farla abortire. Monica crea involontariamente ulteriore caos in famiglia nel momento in cui ha un incidente per aver fatto guidare la sua macchina a Carl. Quando Fiona viene a sapere tutto grazie anche a Lip, che sembra finalmente tornato, si dispera e tenta di rattoppare i cocci ancora una volta. Nel frattempo Steve sta tentando, con l'aiuto di Lip, di far entrare illegalmente nel paese Marco, il ragazzo di cui Estefania è innamorata. Quando lei lo scopre, e sa anche che il container è stato confiscato e Marco rischia di morire, parte con Steve verso la Florida per recuperarlo.

## Come i padri pellegrini
- Titolo originale: Just Like the Pilgrims Intended
- Diretto da: Mark Mylod
- Scritto da: LaToya Morgan & Nancy M. Pimental

### Trama
Steve riesce finalmente a riunire Estefania e Marco, ma per evitare di cacciarsi ancora nei guai, deve abbandonare per sempre l'identità di Steve e tornare a essere una volta per tutte Jimmy. Monica è sempre più preda della sua depressione, nonostante i tentativi di Frank di farla reagire e di farsi aiutare a spillare soldi dall'eredità di suo fratello Clayton. Carl si vede piovere dal cielo ciò che desiderava di più, un fucile, e ne fa un uso inaspettato appena prima della festa del Ringraziamento, uccidendo un'aquila che dovranno cucinare per il Ringraziamento. Ian intanto torna al locale gay e si ritrova a passare la notte con un anziano uomo d'affari che si fa chiamare Ned, ma il cui nome vero è Lloyd. Lip finisce di registrare il suo saluto in video per il figlio che non potrà crescere, finché non viene inconsapevolmente coinvolto dai fratelli di Mandy nella rapina di un negozio, ma riesce ad andarsene in tempo prima che la situazione peggiori. Karen dà la sua benedizione a Sheila, spingendola a vivere apertamente il suo rapporto clandestino con il suo ex marito Jody, ma poco dopo le si rompono le acque e tutta la famiglia Gallagher la raggiunge in sala parto (trovandosi in ospedale per un motivo molto meno gioioso, ovvero il tentato suicidio di Monica durante la cena in famiglia) dove scopriranno, con grande disappunto di Lip, che il bambino in realtà è asiatico e affetto dalla sindrome di Down: all'insaputa di Karen, che non lo vuole tenere né può più farlo adottare da un'altra famiglia, Sheila ruba il bambino dal reparto maternità e scappa con Jody in moto.

## Fiona interrotta
- Titolo originale: Fiona Interrupted
- Diretto da: John Wells
- Scritto da: John Wells

### Trama
Frank va a trovare Monica alla clinica psichiatrica e, nuovamente innamorato, progetta di farla evadere, ma una volta attuato il piano attraverso la finestra del bagno, Monica scappa nuovamente con un'altra donna che era in degenza con lei. Fiona, passato il test GED, cerca di tranquillizzare i fratelli più piccoli ancora shoccati dal tentato suicidio di Monica. Quindi chiede a Lip di completare gli studi scolastici, tornando finalmente a casa, e a Jimmy di presentarla alla famiglia. Jimmy accetta e organizza una cena al ristorante a cui partecipano anche Carl e Ian, il quale scopre che il padre di Jimmy è in realtà il suo amante Lloyd. Jimmy, ancora innamorato di Fiona, decide di restare con lei. Karen intanto capisce che la madre e Jody si sono presi cura del bambino e decide di andarsene di casa, nonostante Lip provi inutilmente a convincerla a rimanere. Estefania e Marco hanno una violenta lite durante la quale lui la malmena, quindi lei chiede a Jimmy di poter restare a casa Gallagher per il tempo necessario.